# Reino Unido en los Juegos Olímpicos de Los Ángeles 1984
El Reino Unido estuvo representado en los Juegos Olímpicos de Los Ángeles 1984 por un total de 337 deportistas que compitieron en 20 deportes.  
La portadora de la bandera en la ceremonia de apertura fue la amazona Lucinda Green.

## Medallistas
El equipo olímpico británico obtuvo las siguientes medallas:
| Nombre | Deporte             | Competición                      |
| --- | ------------------- | -------------------------------- |
| Oro |                     |                                  |
| Sebastian Coe | Atletismo           | 1500 m M                         |
| Daley Thompson                                                                                                   | Atletismo           | Decatlón M                       |
| Tessa Sanderson                                                                                                  | Atletismo           | Jabalina F                       |
| Richard Budgett Martin Cross Adrian Ellison Andy Holmes Steve Redgrave                                           | Remo                | Cuatro con timonel (M4+) M       |
| Malcolm Cooper                                                                                                   | Tiro                | Rifle en tres posiciones 50 m M  |
| Plata |                     |                                  |
| Sebastian Coe | Atletismo           | 800 m M                          |
| Steve Cram | Atletismo           | 1500 m M                         |
| Mike McLeod | Atletismo           | 10 000 m M                       |
| Kriss Akabusi Todd Bennett Phil Brown Garry Cook                                                                 | Atletismo           | 4 × 400 m M                      |
| David Ottley | Atletismo           | Jabalina M                       |
| Wendy Smith-Sly                                                                                                  | Atletismo           | 3000 m F                         |
| Shirley Strong                                                                                                   | Atletismo           | 100 m vallas F                   |
| Michael Whitaker (Overton Amanda) John Whitaker (Ryans Son) Steven Smith (Shining Example) Timothy Grubb (Linky) | Hípica              | Saltos por eqs.                  |
| Virginia Leng (Priceless) Ian Stark (Oxford Blue) Diana Clapham (Windjammer) Lucinda Green (Regal Realm)         | Hípica              | Concurso completo por eqs.       |
| Neil Adams | Judo                | –78 kg M                         |
| Sarah Hardcastle                                                                                                 | Natación            | 400 m libre F                    |
| Bronce |                     |                                  |
| Charlie Spedding                                                                                                 | Atletismo           | Maratón M                        |
| Keith Connor | Atletismo           | Triple salto M                   |
| Kathy Smallwood-Cook                                                                                             | Atletismo           | 400 m F                          |
| Beverley Goddard-Callender Heather Hunte Simmone Jacobs Kathy Smallwood-Cook                                     | Atletismo           | 4 × 100 m F                      |
| Susan Hearnshaw                                                                                                  | Atletismo           | Salto de longitud F              |
| Fatima Whitbread                                                                                                 | Atletismo           | Jabalina F                       |
| Robert Wells | Boxeo               | Superpesado (+91 kg) M           |
| David Mercer | Halterofilia        | 90 kg M                          |
| Equipo | Hockey sobre hierba | Torneo M                         |
| Virginia Leng (Priceless)                                                                                        | Hípica              | Concurso completo ind.           |
| Neil Eckersley                                                                                                   | Judo                | –60 kg M                         |
| Kerrith Brown | Judo                | –71 kg M                         |
| Noel Loban | Lucha libre         | 90 kg M                          |
| Neil Cochran | Natación            | 200 m estilos M                  |
| Andrew Astbury Neil Cochran Paul Easter Paul Howe                                                                | Natación            | 4 × 200 m libre M                |
| June Croft | Natación            | 400 m libre F                    |
| Sarah Hardcastle                                                                                                 | Natación            | 800 m libre F                    |
| Michael Sullivan                                                                                                 | Tiro                | Rifle en posición tendida 50 m M |
| Alister Allan | Tiro                | Rifle en tres posiciones 50 m M  |
| Barry Dagger | Tiro                | Rifle de aire 10 m M             |
| Peter Allam Jonathan Richards                                                                                    | Vela                | Flying Dutchman M                |